# Kate Fitzpatrick
Kate "Katie" Fitzpatrick es una actriz australiana, conocida por haber interpretado a Julia Rutherford en la serie Something in the Air y por sus numerosas participaciones en televisión y teatro.

## Biografía
Es hija de Brian (un geólogo) y de Dawn Fitzpatrick (una artista), es la mayor de cinco hermanos; su padre falleció en 1995. 
Se entrenó en la prestigiosa escuela australiana National Institute of Dramatic Art "NIDA" de donde salió en 1967.
Fue muy buena amiga del ahora fallecido escritor australiano Patrick White.
Salió con el abogado Charles Waterstreet; más tarde comenzó a salir con el abogado Tom Hughes, pero la relación también terminó tiempo después.
Kate salió con el arquitecto francés José Albertini, con quien tiene un hijo Joseph Baillieu "Joe" Albertini Fitzpatrick.

## Carrera
Kate escribió una autobiografía llamada "Name Dropping: The Life and Loves of Kate Fitzpatrick" en donde habló de sus relaciones.
En 1970 apareció por primera vez en la serie Division 4 donde interpretó a Suzanne Potter durante el episodio "The Marvels of Reproduction", más tarde apareció nuevamente en la serie en 1973 donde interpretó a Lorraine durante el episodio "Voice of the Gun".
En 1973 se unió al elenco durante la segunda temporada de la serie Boney donde interpretó a la oficial de la policía Alice McGorr. 
Ese mismo año interpretó a Chris Green durante el episodio "The Adventurer" de la serie Homicide, su primera aparición en la serie había sido en 1970 había dado vida a Rachel Hayes-Manning en el episodio "Peter's Party" y más tarde a Bunny Rogers en "Buny".
En 1999 apareció en la serie de ciencia ficción The Lost World donde dio vida a Garza.
En el 2000 se unió al elenco principal de la serie Something in the Air donde interpretó a Julia Rutherford hasta el final de la serie en el 2002.
En el 2001 interpretó a Naomi Burke en un episodio de la serie policíaca Blue Heelers.
En el 2005 se unió al elenco de la serie Scooter: Secret Agent donde interpretó a Taipan hasta el final de la misma.
El 28 de agosto de 2006 se unió al elenco regular de la popular serie australiana Neighbours donde interpretó a Loris Timmins, la madre de Kim Timmins y abuela de Dwayne, Brandon, Dylan, Scott, Janae, Bree y Anne hasta ese mismo año luego de que su personaje irse de Erinsborough. Ese mismo año apareció como invitada en las series juveniles Mortified y en H2O: Just Add Water donde interpretó a la doctora Holt.
En el 2008 apareció en la serie médica All Saints donde interpretó a Margaret Coolage, anteriormente había aparecido por primera vez en la serie en 1998 donde interpretó a Natasha Reece durante el episodio "Heart to Heart".
En el 2009 apareció en varios episodios de la popular serie Packed to the Rafters donde interpretó a Marjorie Stevens, la exnovia de Ted Taylor (Michael Caton).
En el 2010 interpretó a Meg Sinclair en la serie Cops: L.A.C.

## Filmografía

### Series de Televisión
| Año         | Serie                     | Personaje         | Notas                                    |
| ----------- | ------------------------- | ----------------- | ---------------------------------------- |
| 2016        | Rake                      | Judith            | episodio # 4.2                           |
| 2015        | Heidi                     | Barble            | 2 episodios                              |
| 2012        | Guess How Much I Love You | Blue Bird         | episodio "Treasure Hunt"                 |
| 2010        | Cops: L.A.C.              | Meg Sinclair      | 3 episodios                              |
| 2010        | Satisfaction              | Fran              | episodio "Non Standard Package"          |
| 2009        | Packed to the Rafters     | Marjorie Stevens  | 8 episodios                              |
| 2008        | Double the Fist           | Birgit            | episodio "Fist Furniture"                |
| 2008        | All Saints                | Margaret Coolage  | episodio "When Tomorrow Comes"           |
| 2005 - 2006 | Neighbours                | Loris Timmins     | 21 episodios                             |
| 2006        | H2O: Just Add Water       | Doctora Holt      | episodio "Under the Weather"             |
| 2006        | Mortified                 | Alcalde           | episodio "Mother in the Nude"            |
| 2005        | Scooter: Secret Agent     | Taipan            | 23 episodios                             |
| 2002        | Always Greener            | Chantal Wilkinson | 2 episodios                              |
| 2002        | Marshall Law              | Susan             | 2 episodios                              |
| 2000 - 2002 | Something in the Air      | Julia Rutherford  | 320 episodios                            |
| 2001        | Blue Heelers              | Naomi Burke       | 2 episodios                              |
| 1999        | The Lost World            | Garza             | episodio "Creatures of the Dark"         |
| 1999        | Dog's Head Bay            | Trish Fairweather | episodio "Fairweather Friends"           |
| 1998        | House Gang                | Astra             | episodio "Ambition"                      |
| 1998        | Murder Call               | Madeleine Gault   | episodio "Many Unhappy Returns"          |
| 1998        | Bullpitt!                 | Helga             | episodio "Too Many Teds"                 |
| 1997        | Ketchup                   | -                 | -                                        |
| 1996        | Twisted Tales             | Elizabeth Bishop  | episodio "Directly from My Heart to You" |
| 1988        | The Last Resort           | -                 | -                                        |
| 1986        | Call Me Mister            | Ingrid            | episodio "Longshot"                      |
| 1976        | Homicide                  | Bunny Rogers      | episodio "Bunny"                         |
| 1976        | King's Men                | -                 | episodio "The Assassins"                 |
| 1975        | Ben Hall                  | -                 | -                                        |
| 1973        | Division 4                | Lorraine          | episodio "Voice of the Gun"              |
| 1973        | Boney                     | Alice McGorr      | 13 episodios                             |
| 1973        | Certain Women             | Paula Coburn      | -                                        |
| 1972        | Behind the Legend         | Nellie Melba      | -                                        |
| 1972        | Birds in the Bush         | Michelle          | 5 episodios                              |
| 1972        | Redheap                   | -                 | -                                        |
| 1972        | The Comedy Game           | Airy Fairy        | episodio "Aunty Jack's Travelling Show"  |
| 1970        | The Rovers                | Connie            | episodio "My Millions for a Meal"        |
| 1967        | Bellbird                  | -                 | -                                        |

### Películas
| Año  | Título                             | Personaje        | Notas                                                                                         |
| ---- | ---------------------------------- | ---------------- | --------------------------------------------------------------------------------------------- |
| 2010 | Stay Awake                         | Madre            | corto - junto a Zoe Ventoura, Christopher Stollery, Danny Adcock & Helen Christinson          |
| 1999 | Mumbo Jumbo                        | Dorothy          | junto a Helen Dallimore, Rhys Muldoon, Sandy Gore & Paul Tassone                              |
| 1997 | Heaven's Burning                   | Gloria           | junto a Russell Crowe, Youki Kudoh, Robert Mammone, Susan Prior, Norman Kaye & Salvatore Coco |
| 1997 | Emmerdale: The Dingles Down Under  | Sylvia Gibson    | junto a Paul Loughran, Lisa Riley, Jane Cox & Steve Halliwell                                 |
| 1987 | A World Apart                      | June Abelson     | junto a Jodhi May, Jeroen Krabbé, Barbara Hershey & Tim Roth                                  |
| 1987 | The Perfectionist                  | Su               | junto a Jacki Weaver, John Waters, Steven Vidler, Linda Cropper & Adam Willits                |
| 1986 | The Three Musketeers               | Milady de Winter | junto a Ivar Kants, Noel Ferrier, Tina Bursill & Anna Volska                                  |
| 1984 | Fantasy Man                        | Vecina           | junto a Harold Hopkins, Jeanie Drynan, Kerry Mack & John Howitt                               |
| 1983 | The Return of Captain Invincible   | Patty Patria     | junto a Alan Arkin, Christopher Lee, Max Cullen, Bill Hunter, Chris Haywood & Graham Kennedy  |
| 1983 | Goodbye Paradise                   | Mrs. McCreadie   | junto a Ray Barrett, Robyn Nevin, Janet Scrivener & Kris McQuade                              |
| 1983 | Skin Deep                          | -                | junto a Briony Behets, Carmen Duncan, Antoinette Byron & Nicole Kidman                        |
| 1982 | Runaway Island                     | Elene Costard    | junto a Simone Buchanan, Miles Buchanan, Cornelia Frances, Ron Haddrick & Ivar Kants          |
| 1980 | Players in the Gallery             | Kate Harris      | junto a Richard Moir, Tracy Mann, Anna Volska, Tony Bonner & Sigrid Thornton                  |
| 1978 | The Night Nurse                    | -                | junto a Gary Day, Reg Gillam & Edward Howell                                                  |
| 1976 | Summer of Secrets                  | Rachel           | junto a Maggie Kirkpatrick, Rufus Collins & Nell Campbell                                     |
| 1976 | The Bushranger                     | -                | junto a Leonard Teale, John Hamblin & Kevin Wilson                                            |
| 1976 | The Haunting of Hewie Dowker       | -                | junto a John Waters, Donald MacDonald, Cul Cullen & Ron Haddrick                              |
| 1975 | The Removalists                    | Kate Mason       | junto a Peter Cummins, Jacki Weaver & Chris Haywood                                           |
| 1975 | The Great MacArthy                 | Andrea           | junto a John Jarratt, Judy Morris, Max Gillies, Barry Humphries & Chris Haywood               |
| 1975 | Promised Woman                     | Marge            | junto a Takis Emmanuel, Nikos Gerissimou & Darcy Waters                                       |
| 1972 | The Office Picnic                  | Mara             | junto a John Wood, Max Cullen, Philip Deamer & Patricia Kennedy                               |
| 1972 | Shirley Thompson Versus the Aliens | Enfermera        | junto a Jane Harders, Tim Elliott, Helmut Bakaitis & Ron Haddrick                             |
| 1971 | Homesdale                          | Miss Greenoak    | junto a Geoff Malone, Grahame Bond, Phillip Noyce & Peter Weir                                |

### Autora
| Año  | Libro                                              |
| ---- | -------------------------------------------------- |
| 2005 | Air Mail: Three women Letters from five continents |
| 2004 | Name Dropping: An Incomplete Memoir                |

### Videojuegos
| Año  | Título                 | Notas                           |
| ---- | ---------------------- | ------------------------------- |
| 2002 | Ty the Tasmanian Tiger | prestó su voz para el personaje |

### Apariciones
| Año  | Programa        | Notas     |
| ---- | --------------- | --------- |
| 1977 | Blankety Blanks | panelista |

### Teatro[5]
| Año        | Obra                            | Personaje | Director (a)      | Teatro                  | Notas                                                                 |
| ---------- | ------------------------------- | --------- | ----------------- | ----------------------- | --------------------------------------------------------------------- |
| 2004       | Julia 3                         | Julia     | Bruce Myles       | -                       | junto a Peter Curtin, Todd MacDonald & Greg Stone                     |
| 2003       | The Fat Boy                     | -         | Tom Healey        | CUB Malthouse Theatre   | junto a Carolyn Bock, Melia Naughton & Blair Venn                     |
| 2002       | Post Felicity                   | -         | Aubrey Mellor     | Playbox Theatre         | junto a Roger Oakley & D. J. Foster                                   |
| 1996       | Arcadia                         | -         | Roger Hodgman     | -                       | junto a Paul Bishop, Lewis Fiander, Jennifer Flowers & Anthony Weigh  |
| 1995       | The Jungle                      | -         | David Berthold    | -                       | junto a Simon Bossell, Anthony Phelan, Susan Prior & Joshua Rosenthal |
| 1995       | Les Parents terribles           | -         | Simon Phillips    | Alexander Theatre       | junto a Murray Bartlett, Sandy Gore & William Zappa                   |
| 1992       | The Trackers of Oxyrhyncus      | -         | -                 | Wharf Theatre           | junto a David Field, Drew Forsythe, Wayne Pygram & John Wood          |
| 1990       | Love Letters                    | -         | Peter Kingston    | -                       | junto a John Hargreaves                                               |
| 1984       | Insignificance                  | -         | Rex Cramphorn     | Drama Theatre           | junto a Gary Files, Carrillo Gantner & John O'May                     |
| 1983       | Beyond Mozambique               | -         | Aubrey Mellor     | -                       | junto a Tina Bursill, Neil Fitzpatrick & John Hannan                  |
| 1982       | The Owl and the Pussycat        | -         | Peter Williams    | Twelfth Night Theatre   | junto a Barry Creyton                                                 |
| 1982       | Camino Real                     | -         | Richard Cottrell  | Parade Theatre          | junto a Maggie Dence, Ron Haddrick, George Spartels & John Walton     |
| 1982       | The Provok'd Wife               | -         | Rex Cramphorn     | Parade Theatre          | junto a Maggie Dence, Alexander Hay, George Spartels & John Walton    |
| 1980, 1981 | Celluloid Heroes                | -         | John Bell         | Theatre Royal           | junto a Robin Ramsay, Peter Sumner & Alan Wilson                      |
| 1981       | Hamlet                          | -         | William Gaskill   | Drama Theatre           | junto a Max Cullen, Noni Hazlehurst & Colin Friels                    |
| 1978       | Bedroom Farce                   | -         | Peter Williams    | Theatre Royal           | junto a Chantal Contouri, Ron Haddrick & Peter Rowley                 |
| 1978       | Visions                         | -         | -                 | Paris Theatre           | junto a John Gaden                                                    |
| 1978       | The Misanthrope                 | -         | Ted Craig         | Drama Theatre           | junto a Judi Farr, Barry Otto & Judy Nunn                             |
| 1978       | Kennedy's Children              | -         | Hugh Rule         | -                       | junto a Bryan Brown, Maggie Dence, Julie McGregor & Bernie Schalk     |
| 1977       | Big Toys                        | -         | -                 | Parade Theatre          | junto a Max Cullen & Arthur Dignam                                    |
| 1976       | The Season at Sarsaparilla      | -         | Jim Sharman       | Drama Theatre           | junto a Paul Bertram, Max Cullen, John Jarratt & Robyn Nevin          |
| 1975       | The Importance of Being Earnest | -         | Raymond Omodei    | Drama Theatre           | junto a Terry Brady, Colleen Clifford & Andrew McFarlane              |
| 1975       | The Ride Across Lake Constance  | -         | Richard Wherrett  | -                       | junto a Christine Amor, Peter Carroll & Chris Haywood                 |
| 1975       | Ginge's Last Stand              | -         | Kenneth Horler    | Nimrod Upstairs Theatre | junto a Peter Carroll, Bill Charlton, Chris Haywood & Robyn Nevin     |
| 1974       | The Rocky Horror Show           | Magenta   | Jim Sharman       | -                       | junto a Terry Bader, David Cameron, Julie McGregor & Andrew Sharp     |
| 1973       | The Threepenny Opera            | -         | Jim Sharman       | Drama Theatre           | junto a Gloria Dawn, Drew Forsythe & Robin Ramsay                     |
| 1972       | Rooted                          | -         | Kenneth Horler    | Nimrod St. Theatre      | junto a David Lawton, Helen Morse, Max Phipps & Katy Wild             |
| 1972       | Shadows of Blood                | -         | Rex Cramphorn     | Nimrod St. Theatre      | junto a Jane Harders, Bob Hornery & John Wood                         |
| 1971       | Hamlet On Ice                   | -         | Aarne Neeme       | Nimrod St. Theatre      | junto a John Derum, Bob Hornery & John Wood                           |
| 1971       | The Recruiting Officer          | -         | Rick Billinghurst | Russell St. Theatre     | junto a John Allen, Michael Duffield, John Orcsik & Martin Phelan     |
| 1971       | Come Live With Me               | -         | Ron Randell       | Phillip Theatre         | junto a Diana Davidson, Don Pascoe, Ron Randell & Owen Weingott       |
| 1970, 1971 | The Legend of King O'Malley     | -         | John Bell         | Phillip Theatre         | junto a David Cameron, Sandy Gore, Robyn Nevin & Garry McDonald       |
| 1968       | Tango                           | -         | -                 | Independent Theatre     | junto a Betty Lucas & Garry McDonald                                  |